# Génébrières
Génébrières är en kommun i departementet Tarn-et-Garonne i regionen Occitanien i södra Frankrike. Kommunen ligger i kantonen Monclar-de-Quercy som tillhör arrondissementet Montauban. År 2022 hade Génébrières 636 invånare.

## Befolkningsutveckling
Antalet invånare i kommunen Génébrières
| Referens: INSEE |